# Asus ROG Phone II
Asus ROG Phone II — смартфон тайваньской компании Asus. Модель входит в игровую серию Republic of Gamers. Первая презентация ROG Phone II прошла в Китае 22 июля 2019 года.

## Технические характеристики
- Материалы корпуса: алюминий, стекло (Gorilla Glass 6)
- Операционная система: Android 9.0 Oreo
- Экран: диагональ 6,59", AMOLED, 2340х1080 точек, 19.5:9, ppi 391
- Процессор: Qualcomm Snapdragon 855+
- Графика: Adreno 640
- Оперативная память: 8/12 ГБ
- Память для хранения данных: 128/256/512 ГБ/1 ТБ
- Основная камера: два модуля 48 + 13 МП, HDR, панорама, автофокус, вспышка, запись видео 2160p@30/60fps, 1080p@30/60/240fps, 720p@480fps
- Фронтальная камера: 24 Мп, f/2.2, видео 1080p@30fps
- SIM: 2 Nano-SIM
- Сети: GSM, HSPA, LTE
- Интерфейсы: мультиантенный модуль Wi-Fi 802.11 a/b/g/n/ac/ad dual-band[1], Bluetooth 5.0, NFC, радио
- Навигация: GPS, ГЛОНАСС, Galileo, BeiDou, Quasi-Zenith Satellite System
- Дополнительно: сканер отпечатка пальца, акселерометр, гироскоп, датчик приближения, компас
- Батарея: 6000 мАч (быстрая зарядка Quick Charge 4.0)
- Габариты: 171 x 77,6×9.5 мм
- Вес: 240 г
- Цвета: матово-чёрный, глянцево-чёрный

## Защита
Модель прошла пользовательский неофициальный тест на прочность. Корпус и экран были проверены канцелярским ножом, как выяснилось, защитное стекло получает повреждения при воздействии материала, прочность которого от 6 по шкале Мосса. Тест на изгиб показал уязвимость в месте разъема для USB.

## Продажи
Asus ROG Phone II был представлен 22 июля 2019 года, продажи начались вначале на китайском рынке. В первый день после презентации было сделано больше миллиона предзаказов, а 25 июля 2019 года только на одной из китайских площадок было предзаказано 2,33 миллиона устройств.
Для Европы была проведена повторная презентация. Продажи на европейском рынке начались 20 сентября 2019 года. Максимальная версия Ultimate Edition с параметрами 12 ГБ/1 ТБ в Европе стоила 1199 евро.
В России предзаказ был открыт 1 ноября, он продлился до 15 ноября. На российском рынке по предзаказу была доступна сборка 12 ГБ/ 512 ГБ по цене 69 990 рублей.
В начале ноября стало известно о затруднениях компании с поставками. По заявлению компании, до конца года они смогут выпустить не более 400 000 устройств. Причиной задержки была названа нехватка компонентов.